# Veliko Lipje
Veliko Lipje je naselje v Občini Žužemberk.
V Velikem Lipju sta bila rojena škof Janez Frančišek Gnidovec in duhovnik ter teolog Franc Grivec.